# Fujihiko Hosono
Fujihiko Hosono (細野 不二彦, Hosono Fujihiko, Ota, 2 de dezembro de 1959) é um mangaká japonês. Hosono nasceu em Ota, Tóquio. Em 1979, ele fez sua estreia com Crusher Joe quando era estudante da Universidade Keio. Ao mesmo tempo, ele entrou no Studio Nue (スタジオぬえ) como animador. Ele criou estórias publicadas no mangá Petit Apple Pie.
Hosono é o autor da Gallery Fake e Tarō, pelos quais ganhou o Prêmio de Mangá Shogakukan de mangás em geral em 1996.

## Obras
- Bio Hunter
- Crusher Joe
- Dirty Pair
- Dokkiri Doctor
- Double Face (ダブル・フェイス)
- Gallery Fake
- Taro
- Gu Gu Ganmo
- Judge
- Mama
- Sasuga no Sarutobi (さすがの猿飛)
- Seikon no Qwaser (ilustração final do episódio 21)
- Castle of Broadcast